# Callohesma setula
Callohesma setula är en biart som först beskrevs av Exley 1974.  Callohesma setula ingår i släktet Callohesma och familjen korttungebin. Inga underarter finns listade.